# The Curse of Robert the Doll
The Curse of Robert the Doll is een Britse horrorfilm uit 2016, geschreven en geregisseerd door Andrew Jones. De film is het vervolg op Robert uit 2015 en de tweede film uit de Robert-franchise. De film is geïnspireerd door een spookachtige pop genaamd Robert.

## Verhaal
Studente Emily gaat als schoonmaakster werken in de nachtploeg van een museum. Na een reeks onverklaarbare gebeurtenissen vermoedt ze dat het populaire museumstuk de pop Robert hier iets mee te maken heeft.

## Rolverdeling
| Acteur               | Personage               |
| -------------------- | ----------------------- |
| Tiffany Ceri         | Emily Barker            |
| Jason Homewood       | Kevin Underwood         |
| Clare Gollop         | Ethel Mason             |
| Christopher Hale     | Stan Graves             |
| Nigel Barber         | Walter Berenson         |
| Steven Dolton        | Rechercheur Bill Atkins |
| Suzie Frances Garton | Jenny Otto              |
| Chris Bell           | Officier Sardy          |
| Richard Burman       | Politieagent            |
| Lee Bane             | The Toymaker            |

## Release
De film ging in première op 12 september 2016 in het Verenigd Koninkrijk.